# Marco Liberatore
Marco Liberatore (Canazei, 25 ottobre 1967) è un allenatore di hockey su ghiaccio ed ex hockeista su ghiaccio italiano.

## Carriera
Da giocatore ha vestito le maglie di HC Canazei, poi divenuto SHC Fassa, (1984-1991, 1992-1993, 1996-1998), SSI Vipiteno Broncos (1991-1992) e HC Catinaccio (1994-1995).
Dopo il ritiro nel 1998 ha iniziato ad allenare, dapprima le giovanili del Fassa (oltre ad essere allenatore in seconda della prima squadra), poi la prima squadra dell'HC Nuovo Fiemme (1999-2000).
Tornato dopo una stagione a Canazei, ha allenato la prima squadra femminile, le Fassa Girls, in massima serie, per due stagioni, e contemporaneamente, da secondo allenatore (con qualche apparizione ad interim come primo allenatore), la prima squadra maschile per tre.
A livello di club ha allenato poi le giovanili dell'All Stars Piemonte (2003-2004), l'SV Caldaro (le giovanili nel 2006-2007, la prima squadra, tra serie C U26 e serie A2, dal 2007 al 2010), l'HC Gherdëina (in A2, 2010-2011) e l'AS Pergine Hockey (in A2, 2011-2012).
Nella stagione 2014-2015 è tornato ad allenare una squadra femminile, l'EV Bozen Eagles. Dopo aver vinto il titolo italiano ed aver raggiunto le semifinali di Champions Cup ed il secondo posto in EWHL, è passato a guidare la prima squadra maschile del medesimo sodalizio. gli Old Weasels Bozen, in serie B.
Ha allenato poi le squadre giovanili dell'Hockey Academy Bolzano; quando, nel 2018 i settori giovanili dell'Academy e dell'Hockey Club Bolzano si sono fusi nell'HCB Foxes Academy, Liberatore è rimasto sia come allenatore dell'Under 19 che della prima squadra iscritta in terza serie.
Nel 2020 ha fatto ritorno sulla panchina del Fassa, di cui era già dalla stagione precedente direttore tecnico del settore giovanile. Ha lasciato il club nell'ottobre del 2022 per motivi personali. Nel gennaio successivo è stato messo sotto contratto dal Gherdëina, dov'è subentrato come head coach all'esonerato David Musial, fino al termine della stagione.
Ha ricoperto diversi ruoli anche a livello federale: ha allenato infatti la nazionale italiana under 16 (dal 2002 al 2004 e poi nuovamente nel 2006-2007), la nazionale universitaria alle Universiadi di Torino 2007 e la nazionale femminile (dal 2007 al 2019).

## Palmarès

### Allenatore
- Campionato italiano femminile: 1

EV Bozen Eagles: 2014-2015